# Cementiri (la Vilella Baixa)
El Cementiri és una obra de la Vilella Baixa (Priorat) protegida com a Bé Cultural d'Interès Local.

## Descripció
El cementiri està situat en un vessant d'un fort pendent. És de planta quadrada, amb murs de maçoneria (reble i codol) calcària, d'obra vista, que contarsten amb els nínxols simètrics i alineats de les tombes.